# ジョージ・ワシントン・シアーズ
‌

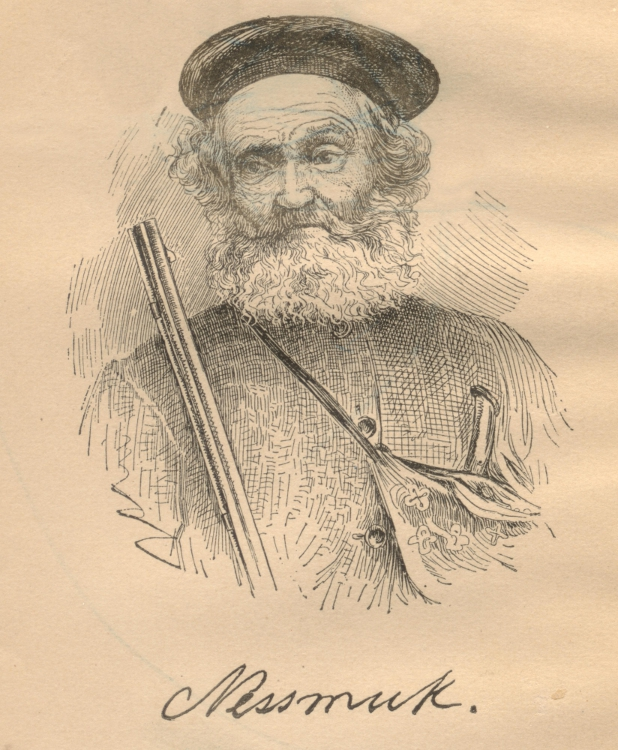
ネスマック　"Forest and Stream"（1887年）より

ジョージ・ワシントン・シアーズ（George Washington Sears、1821年12月2日 – 1890年5月1日）は、キャンパー、ライター、環境活動家。1880年代にアメリカ合衆国の雑誌『Forest and Stream』において「ネスマック」("Nessmuk")というペンネームのスポーツライターとして活躍し、ウルトラライト・キャンプまたはウルトラライト・バックパッキングを普及させた。シアーズはまた自然保護論の先駆者でもあった。

## 生涯
シアーズは、マサチューセッツ州のサウスオックスフォード（現ウェブスター）で10子の長子として育った。「ネスマック」というペンネームは、子どものころに友達になったアメリカ先住民の名前から取った。シアーズは家にあったアメリカ先住民に関する数冊の書籍に興味を持ち、森の生活や冒険への関心が頭から離れなくなるほどであった。子どもながら工場で働いていた時は、チャールズ・ディケンズによる本を好んだ。12歳でケープ・コッドを拠点とする商業漁船団で働き始め、19歳で南太平洋に向かう捕鯨船に乗り3年間航海に出た。なお、同年（1841年）、後に作家となるハーマン・メルヴィルも、同じ港から同じ捕鯨場に向かって出航していた。
航海から戻ったシアーズは、一家でペンシルベニア州ウェルズボロ (Wellsboro)に移り、そこで終生過ごした。しかし彼は冒険をもとめて旅を続け、アッパー・ミッドウェストやオンタリオからブラジルのアマゾン川支流（1867年に、1870年）に至る地域を訪れた。1884年にキャンピングに関する本『Woodcraft』を著し、今に至るまで絶版となったことはない。また、1887年には詩集『Forest Runes』を出した。1890年、ペンシルベニアの自宅で死去。ペンシルベニア州北部のネスマック山 (Mount Nessmuk)は、彼にちなんで名付けられた。

## キャンピング
ウルトラライト・キャンプまたはウルトラライト・バックパッキングとは、軽量の1人用（ソロ）オープンカヌーを使い、ガイドなしでアディロンダック湖を巡るキャンプである。カヌーはスコットランドの弁護士で探検家のジョン・マクレガーの影響ですでに1860年代には大衆化していたが、当時のカヌーは、専門家によるガイドと重量級のカヌーボートを使うのが典型的だった。シアーズは身長5フィート3インチ (1.60 m)、体重103ポンド (47 kg)で、ニューヨーク州カントンのJ・ヘンリー・ラッシュトンが製作した9-フート (2.7 m)、10+1⁄2-ポンド (4.8 kg)のソロ・カヌーを持っていた。『Sairy Gamp』（チャールズ・ディケンズの小説に登場する人物の名前）と名付けたそのカヌーに乗って、シアーズはアディロンダック中央部を巡る266-マイル (428 km)の旅を終えた。その当時の年齢は62歳で、結核と喘息をもつ虚弱体質であった。シアーズをこの旅へいざなったのは、ウィリアム・ヘンリー・ハリソン・マレー (William Henry Harrison Murray)が、著書の『Adventures in the Wilderness』（1869年）で、アディロンダック郡の空気は健康に良く、肺病持ちに良い場所だと賞賛していたこと、それにヴァープランク・コルヴィン (Verplanck Colvin)が、アディロンダックの自然のままの地域について熱心に執筆していたことがある。シアーズが使用したSairy Gamp号はその後スミソニアン博物館が取得し、のちにアディロンダック博物館に貸し出されている。